# Cauer (Gelehrtenfamilie)
Cauer war eine Familie, die einige Wissenschaftler, Pädagogen, Künstler, Frauenrechtlerinnen und weitere Persönlichkeiten hervorbrachte.

## Geschichte

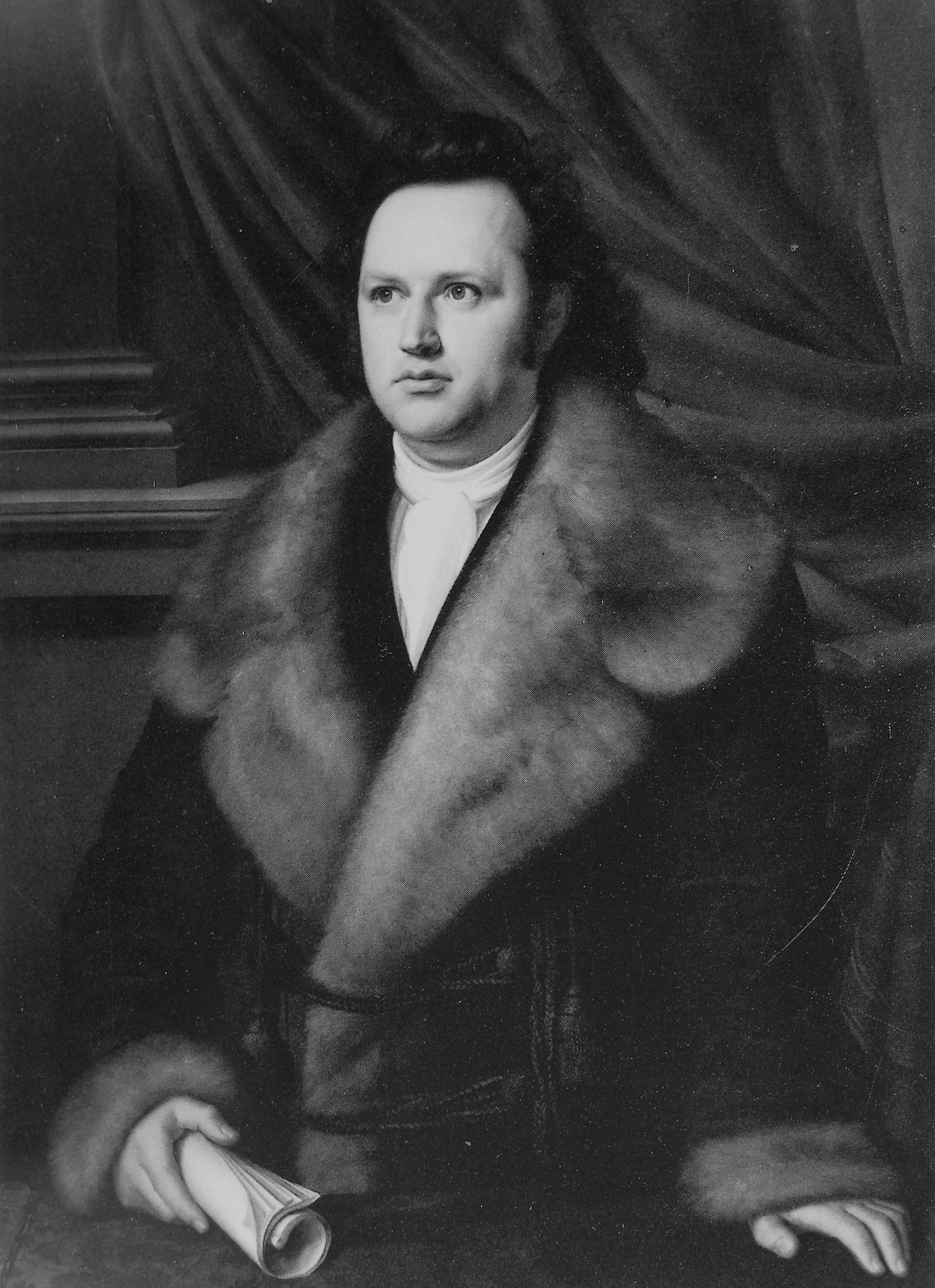
Ludwig Cauer, 1823

Zu den frühesten bekannten Familienmitgliedern gehörte der Bamberger Torschreiber Johann Kauer (1704–1772). Er und einige seiner Nachkommen heirateten Ehepartner aus hugenottischen oder jüdischen Familien, mit den Mendelssohns gab es sogar mindestens zwei Beziehungen.
Ludwig Cauer (1792–1834) erreichte mit seiner reformpädagogischen Schule in Berlin eine breitere Bekanntheit. Einige seiner Nachkommen wurden auch erfolgreiche Persönlichkeiten. Sein Bruder Emil Cauer (1800–1867) begründete eine Familie von einigen Bildhauern.
Die bekannte Frauenrechtlerin Minna Cauer (geborene Schelle) kam durch Heirat in die Familie.

## Familienmitglieder (Auswahl)
Johann Kauer
- Johann Kauer (1704–1772), Sergeant und  Torschreiber in Bamberg oo Elisabeth Billot (1713–1772), hugenottischer Herkunft[1]
  - Carl Ludwig Cauer (1750–1813), Dr. med in Dresden oo Aimée Eleonore Bassenge (1760–1824), hugenottischer Herkunft
    - Aimée Cauer (1790–1794)
    - Jakob Ludwig Cauer (1792–1834) –-> Nachkommen
    - Carl Ami Cauer (1793–1870)
    - Jacques Heinrich Cauer (1794–1869)
    - Paul Theodor Cauer (1795–1796)
    - Paul Erhard Cauer (1796–1862)
    - Emil Jacob Cauer (1800–1867), Bildhauer –-> Nachkommen

Ludwig Cauer
- Ludwig Cauer (Jacques Louis Cauer, 1792–1834), Reformpädagoge in Berlin oo Marianne Louise Itzig (1794–1869), Tochter von Isaak Daniel Itzig, jüdischer Hofbaurat und Bankier  
  - Eduard Cauer (1823–1881), Gymnasialdirektor und Stadtschulrat in Berlin oo Marie Streicher (1828–1868) (zweite Ehe mit  Wilhelmine Schelle-Latzel ohne Kinder) 
    - Margarete Pochhammer (1852–1926), Schriftstellerin und Frauenrechtlerin oo Paul Pochhammer, Offizier und Danteforscher
      - Hans Pochhammer (1877–1946), Offizier

    - Paul Cauer (1854–1921), Gymnasiallehrer und Philologe
      - Detlef Cauer (1889–1918), Mathematiker

    - Wilhelm Cauer (1858–1940), Eisenbahn-Ingenieur, Dr.-Ing. h.c.
      - Wilhelm Cauer (1900–1945), Mathematiker

    - Marie Cauer (1861–1950), Oberin und Krankenschwester
    - Friedrich Cauer (1863–1932), Gymnasiallehrer und Philologe

  - Aimée Louise Mendelssohn (1826–1894) oo Wilhelm Mendelssohn (Cousin von Felix Mendelssohn Bartholdy)
    - Arnold Mendelssohn (1855–1933), Komponist

  - Bertha Kummer (1827–1917) oo Ernst Eduard Kummer, Mathematiker und Rektor der Humboldt-Universität zu Berlin